# Kasttjärnen, Västerbotten
Kasttjärnen är en sjö i Vindelns kommun i Västerbotten och ingår i Umeälvens huvudavrinningsområde. Sjön har en area på 0,0243 kvadratkilometer och ligger 216,8 meter över havet.

## Delavrinningsområde
Kasttjärnen ingår i det delavrinningsområde (713096-167330) som SMHI kallar för Mynnar i Umeälvens vattendragsyta. Medelhöjden är 230 meter över havet och ytan är 11,19 kvadratkilometer. Det finns inga avrinningsområden uppströms utan avrinningsområdet är högsta punkten. Stomdalsbäcken som avvattnar avrinningsområdet har biflödesordning 2, vilket innebär att vattnet flödar genom totalt 2 vattendrag innan det når havet efter 89 kilometer. Avrinningsområdet består mestadels av skog (81 procent). Avrinningsområdet har 0,03 kvadratkilometer vattenytor vilket ger det en sjöprocent på 0,2 procent.